# جزيرة بوت
جزيرة بوت (بالإسكتلندية: Buit)‏؛ (بالغيلية الإسكتلندية: Eilean Bhòid) أو (وبالإنجليزية: Bute)، هي جزيرة في خور كلايد في إسكتلندا، المملكة المتحدة. كان عدد السكان المقيمين فيها 6,498 في عام 2011، عكس ما كان في عام 2001 اذ كان يبلغ 7,228 نسمة.

## التسمية

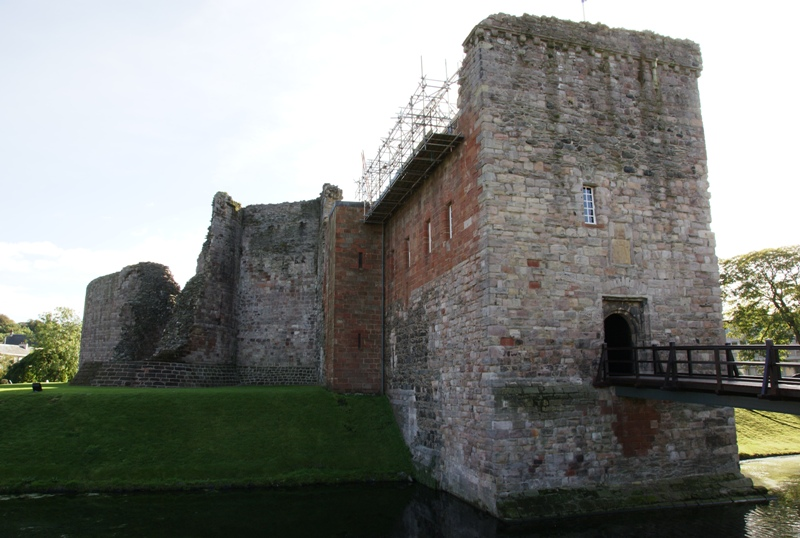
قلعة روثساي

أصل اسم «بوت» غالباً جاء من اللغة الأيرلندية القديمة bót (وتعني «منارة»)، ربما في إشارة إلى المرشد اللاسلكي. كانت الجزيرة تُعرف على الأرجح عند الشماليون باسم (Bót)، عُرفت الجزيرة أيضًا خلال عصر الفايكنغ باسم روثساي نسبة إلى (قلعة روثساي) الموجودة فيها، وسميت المدينة الرئيسية في الجزيرة أيضًَا بهذا الاسم والتي تسمى بلدة بوت "Baile Bhòid".

## روابط خارجية
- مواقع بوت التاريخية نسخة محفوظة 23 ديسمبر 2012 at Archive.is في كانمور
- من بورت باناتاين إلى مطار غلاسكو الجوي
- مشروع أبناء وبنات
- موقع بوت للأحداث والأخبار وأماكن الإقامة
- بوت FM (محطة راديو المجتمع)
- بوت بالصور، بي بي سي نيوز
- بوت على مدونة بي بي سي آيلاند
- موقع بوابة جزيرة بوت